# トム・マーシャル
トム・マーシャル（Tom Marshall、1990年7月5日 - ）は、ジャパンラグビーリーグワンNECグリーンロケッツ東葛に所属するラグビー選手。

## プロフィール
- ニュージーランド・オークランド出身。
- ポジションはウィング(WTB)、センター(CTB)、フルバック(FB)。
- 身長 183 cm、体重 91 kg
- U20ニュージーランド代表に選ばれたことがある[1]。
- 兄のジェームズ・マーシャルもラグビー選手[2]

## 略歴
タスマン、クルセイダーズ、チーフス、グロスターを経て、2020年、NTTドコモレッドハリケーンズ(現・NTTドコモレッドハリケーンズ大阪)に加入。
2021年2月21日にジャパンラグビートップリーグ第1節キヤノンイーグルス戦に先発出場で日本での公式戦初出場を果たす。同年10月、NECグリーンロケッツ東葛に加入。